# Запис храст на гробљу (Почековина)
Запис храст на гробљу (Почековина) се налази на парцели чији је власник Општина Трстеник.

## Локација
| Општина             | Трстеник                                                         |
| Катастарска општина | Почековина                                                       |
| Потес               | Доња Почековина                                                  |
| Координате          | 43° 35′ 33″ С; 21° 06′ 13″ И / 43.592399999999998° С; 21.1035° И |
| Надморска висина    | 0m                                                               |

## Карактеристике
Дендрометријске вредности утврђене на терену и сателитским снимцима:
| Стабло                     | Храст |
| Висина стабла              | m     |
| Обим дебла                 | m     |
| Пречник крошње             | 9m    |
| Пречник дебла              | m     |
| Висина дебла до прве гране | m     |

## База записа
Запис је у оквиру Викимедија пројекта "Запис - Свето дрво" заведен под редним бројем 0622.